# Charles Frederick Crisp

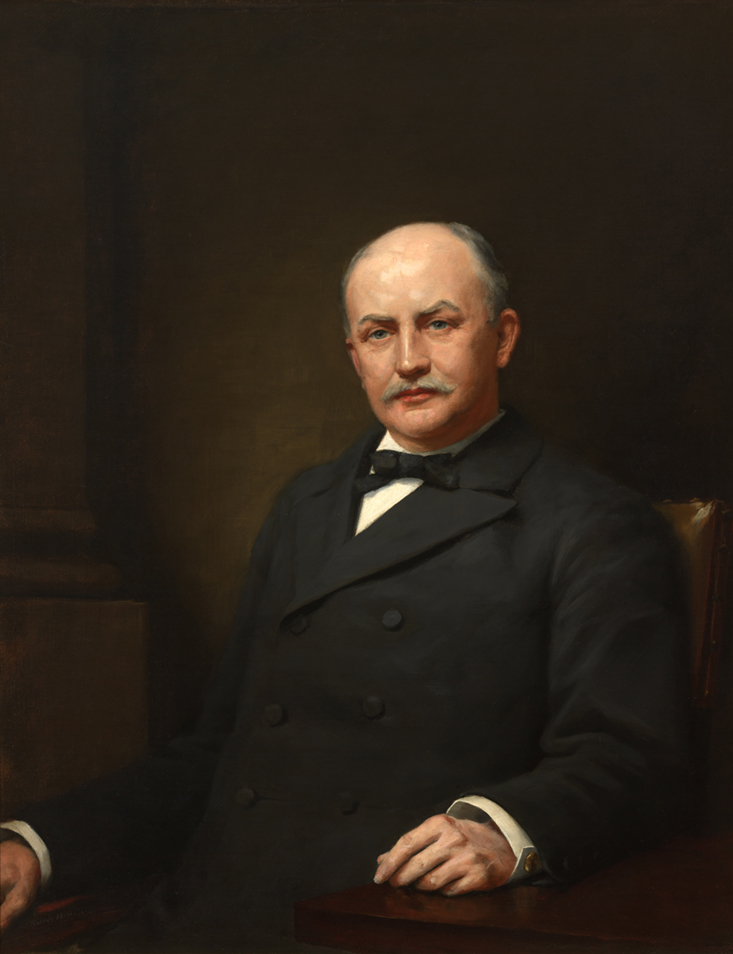
Charles Frederick Crisp

Charles Frederick Crisp (* 29. Januar 1845 in Sheffield, England; † 23. Oktober 1896 in Atlanta, Georgia) war ein US-amerikanischer Politiker (Demokratische Partei) und von 1891 bis 1895 der 37. Sprecher des Repräsentantenhauses der Vereinigten Staaten.
Noch im Jahr seiner Geburt verließen Charles Crisps Eltern mit ihrem kleinen Sohn England und wanderten in die Vereinigten Staaten aus, wo sich die Familie in Georgia niederließ. Der Junge besuchte dort die öffentlichen Schulen in Savannah und Macon. Nach Ausbruch des Bürgerkriegs trat er im Mai 1861 der Konföderiertenarmee bei. Er stieg zum Lieutenant eines Infanterieregiments aus Virginia auf, mit dem er bis zu seiner Gefangennahme am 12. Mai 1864 kämpfte. Nach seiner Freilassung aus dem Fort Delaware im Juni 1865 kehrte er zu seinen in Ellaville lebenden Eltern zurück.
In der Folge studierte Crisp in Americus die Rechtswissenschaften, wurde 1866 in die Anwaltskammer aufgenommen und begann in Ellaville zu praktizieren. 1872 wurde er oberster Prozessanwalt (Solicitor General) im südwestlichen Gerichtsbezirk von Georgia, was er bis 1877 blieb, als er zum Richter am Superior Court desselben Bezirks ernannt wurde. Das Staatsparlament bestätigte ihn auf diesem Posten in den Jahren 1878 und 1880.
Während seiner zweiten offiziellen Amtszeit trat Crisp im September 1882 als Richter zurück, nachdem ihn die Demokratische Partei im 3. Kongresswahlbezirk von Georgia als Kandidaten für die Wahl zum US-Repräsentantenhaus nominiert hatte. Nach seinem Wahlsieg zog er am 4. März 1883 in den Kongress ein, wo er in der Folge unter anderem dem Wahlausschuss (Committee on Elections) vorstand. Am 8. Dezember 1891 löste er dann den Republikaner Thomas Brackett Reed als Speaker des Repräsentantenhauses ab, nachdem die Demokraten die Mehrheit im Parlament errungen hatten. Dieses Amt übte er bis zum 4. März 1895 aus; danach stellten wieder die Republikaner die Mehrheit und mit Reed erneut den Sprecher des Hauses.
Im folgenden Jahr wurde Crisp als Kandidat für die Wahl zum Senat der Vereinigten Staaten aufgestellt. Noch während der demokratischen Primary starb er jedoch im Oktober 1896. Das Crisp County in Georgia ist nach Charles Crisp benannt. Sein Sohn Charles wurde ebenfalls Politiker und saß von 1913 bis 1932 für Georgia im Kongress.